# Nebenhaushalt
Nebenhaushalt (volkswirtschaftlich Extrahaushalt, engl. Extra Budget) ist ein  finanzwissenschaftlicher Sammelbegriff für öffentliche Fonds, Einrichtungen und Unternehmen (FEUs), die zwar finanzwirtschaftlich aus dem Haushalt (Kernhaushalt) der betreffenden öffentlichen Gebietskörperschaft ausgegliedert, ihr aber wirtschaftlich zuzurechnen sind. Darunter fallen z. B. kommunale Eigenbetriebe, Landesbetriebe, Bundesbetriebe, Sondervermögen, juristische Personen des öffentlichen Rechts sowie Beteiligungen der öffentlichen Hand an privatrechtlichen Unternehmen wie Aktiengesellschaften oder GmbHs.
Sie werden nach dem Europäischen System Volkswirtschaftlicher Gesamtrechnungen dem Sektor Staat zugerechnet.

## Nebenhaushalte des Bundes
Nebenhaushalte des Bundes sind vom Bund mit eigener Finanz- und Haushaltshoheit ausgestattete Institutionen, die staatliche Aufgaben in dessen Auftrag mit
1. öffentlichen Mitteln,
2. Zuwendungen aus dem Bundeshaushalt oder
3. vom Bund eröffneten erwerbswirtschaftlichen Mitteln

wahrnehmen.
Dabei wird unterschieden, ob die jeweiligen Nebenhaushalte explizit in der Verfassung zugelassen sind (Art. 110 Abs. 1 Satz 1 HS 2 GG: Bundesbetriebe und Sondervermögen) oder nicht (materielle Nebenhaushalte: die übrigen abgeleiteten Nebenhaushalte).

## Kritik
Kritisiert werden Nebenhaushalte, da sie durch ihre Stellung neben dem Zentralhaushalt einen Teil der Finanzmittel des Bundes der parlamentarischen Kontrolle entziehen können (sog. Budgetflucht) und dies mitunter einen erheblichen Teil ausmachte. Der Finanzwissenschaftler vom Institut für Weltwirtschaft Alfred Boss kritisierte, dass die Bildung eines Sondervermögens „Investitions- und Tilgungsfonds“ gemäß dem Zukunftsinvestitionsgesetz „dem Geist, der zur Einführung der Schuldenbremse in das Grundgesetz geführt hat“, widerspreche. Auch die Deutsche Einheit 1990 wurde in den ersten Jahren über ein Sondervermögen als einen verschuldeten Nebenhaushalt finanziert (Fonds Deutsche Einheit).